# Notsodipus broadwater
Notsodipus broadwater là một loài nhện trong họ Lamponidae. Loài này được phát hiện ở Queensland.